# Bernardo Maria Silvestrelli
Blahoslavený Bernardo Maria Silvestrelli (vlastním jménem: Cesare Pietro; 7. listopadu 1831, Řím – 9. prosince 1911, Moricone) byl italský římskokatolický kněz a řeholník Společenství utrpení Ježíše Krista.

## Život
Narodil se 7. listopadu 1831 v Římě. V devíti letech přijal svátost biřmování.
Dne 25. března 1854 vstoupil na Monte Argentario ke Společenství utrpení Ježíše Krista, tzv. passionistům. Kvůli zdravotním problémům musel za měsíc noviciát přerušit. Přesto mu byl povolen pobyt v klášteře a mohl dokončit svá teologická studia. Roku 1856 byl vysvěcen na kněze.
Poté vstoupil do noviciátu v Morrovalle, kde přijal jméno Bernardo Maria od Ježíše. Zde byl v noviciátu se svatým Gabrielem Possentim.
Za nějaký čas se otec Bernardo stal představeným kláštera u Scala Santa v Římě. Později působil jako provinciál Itálie a poté byl zvolen generálním představeným této kongregace. Zasloužil se o rozšíření kongregace po celém světě, a proto je nazýván "druhým zakladatelem".
Zemřel 9. prosince 1911 v Moricone.

## Proces blahořečení
Proces blahořečení byl zahájen ve třetině 20. století v diecézi Řím. Dne 18. října 1973 uznal papež sv. Pavel VI. jeho hrdinské ctnosti.
Dne 8. února 1988 uznal papež sv. Jan Pavel II. zázrak na jeho přímluvu. Blahořečen byl 16. října 1988.